# Pylopaguridium markhami
Pylopaguridium markhami is een tienpotigensoort uit de familie van de Paguridae. De wetenschappelijke naam van de soort is voor het eerst geldig gepubliceerd in 2001 door McLaughlin & Lemaitre.